# Chyetverikov
OKB Chyetverikov là một viện thiết kế hàng không của Liên Xô, đứng đầu là kỹ sư trưởng Igor Vyacheslavovich Chyetverikov tại nhà máy Menzhinskii của TsAGI (Tsentrahl'nyy Aerodinamicheskiy i Ghidrodinamicheskiy Institoot- viện nghiên cứu thủy động học và khí động học trung ương), được thành lập từ năm 1931 với nhiệm vụ thiết kế chế tạo tàu bay.

## Máy bay
- Chyetverikov ARK-3
- Chyetverikov ARK-4
- Chyetverikov MDR-3
- Chyetverikov MR-3
- Chyetverikov MDR-6 "Mug" (Chye-2)
- Chyetverikov OSGA-101
- Chyetverikov SPL
- Chyetverikov TA-1